# Amar G. Bose
Amar Gopal Bose (Filadelfia, 2 novembre 1929 – Wayland, 12 luglio 2013) è stato un ingegnere, imprenditore e docente statunitense, fondatore della Bose Corporation, multinazionale dell'elettroacustica. Ingegnere elettrico e ingegnere del suono, miliardario, professore al Massachusetts Institute of Technology per oltre 45 anni..
Nel 2011 il suo patrimonio era secondo Forbes di 1 miliardo di dollari. Sempre quell'anno donò la maggioranza della società al Massachusetts Institute of Technology sotto forma di azioni senza diritto di voto per sostenere e far progredire la missione di istruzione e ricerca dell'università.

## Biografia
Bose nacque a Filadelfia, in Pennsylvania, da padre indiano bengalese, Noni Gopal Bose - che imprigionato per la sua attività politica in favore della libertà dell'India lasciò Calcutta negli anni venti per evitare ulteriori persecuzioni da parte della polizia coloniale britannica - e madre statunitense, Charlotte Mechlin (1895-1973), insegnante di origini francesi e tedesche. 
Bose mostrò per la prima volta le sue capacità imprenditoriali e il suo interesse per l'elettronica all'età di tredici anni quando, durante gli anni della seconda guerra mondiale, arruolò compagni di scuola come colleghi di lavoro in una piccola attività di riparazione di modellini di treni e radio domestiche, per integrare il reddito della sua famiglia. 
Dopo essersi diplomato alla Abington Senior High School di Abington, in Pennsylvania, Bose si iscrisse al Massachusetts Institute of Technology, laureandosi in Ingegneria Elettrica nei primi anni '50. Bose trascorse un anno presso il Philips Natuurkundig Laboratorium di Eindhoven, nei Paesi Bassi, e un anno come studente di ricerca Fulbright a Nuova Delhi, in India, dove incontrò la sua futura prima moglie. Completò il dottorato di ricerca in Ingegneria Elettrica presso il MIT, scrivendo una tesi sui sistemi non lineari sotto la supervisione di Norbert Wiener e Yuk-Wing Lee.
Studiò al MIT, dove si specializzò in acustica e dove insegnò dal 1956 al 2001.
Fondò la sua impresa nel 1964 grazie anche ad alcuni professori che credettero nelle sue capacità fino al punto da contribuire finanziariamente al progetto.